# Gaston Vandermeulen
Gaston Vandermeulen (Mechelen, 14 september 1904 - aldaar, 5 juli 1984) was een Belgisch acteur. Hij was verbonden aan het toneelgezelschap van de Koninklijke Nederlandse Schouwburg in Antwerpen.
Vandermeulen acteerde ook in tv-films en -series, voornamelijk voor de NIR/BRT. Hij was een van de acteurs in "Drie dozijn rode rozen". Deze film, geregisseerd door Nic Bal en Bert Janssens, werd op 31 oktober 1953 uitgezonden op de allereerste avond Vlaamse televisie. Hij trad ook op in de tv-film "Te Venetië als in de hemel" uit 1966, onder regie van Bert Struys.
De series waarin hij meespeelde waren "Wij, Heren van Zichem" van Maurits Balfoort  (1969), "Merijntje Gijzens jeugd (VARA, 1973), "De komst van Joachim Stiller" van Harry Kümel (1976), "Rubens, schilder en diplomaat" van Roland Verhavert (1977), "Dirk van Haveskerke" (1978) en "Maria Speermalie" (coproductie met de AVRO, 1979).
Vandermeulen was eveneens te zien in de films "Antoon, de flierefluiter", een komedie van Jan Vanderheyden uit 1942 en "De Loteling" van Roland Verhavert uit 1974.